# Tawfik Borg
Tawfik Borg (arabisch توفيق برج, DMG Taufīq Burǧ; * 1933 in Tanta) ist ein ägyptischer Arabist.

## Leben
Borg erhielt seine Ausbildung an der Grund- und Oberschule der Azhar und studierte arabische Philologie. 1969 promovierte er an der Universität München, woraufhin er eine Dozentenstelle an der Sprachen- und Dolmetscherfakultät der Al-Azhar-Universität in Kairo antrat. Von 1973 bis 1977 gab er Arabisch-Sprachkurse an der Universität Hamburg, wirkte an Götz Schregles Wörterbuch mit und entwarf sein Lehrbuch Arabisch für Ausländer (ab 1986 Modernes Hocharabisch). Zur Veröffentlichung seiner Lehrwerke bestand von 1976 bis 2014 die Verlag Borg GmbH in Hamburg. 1977 wurde er Professor für Semitistik an der Al-Azhar-Universität, war als solcher jedoch nur für kurze Zeit tätig. Später wurde er Professor für Islamstudien auf Deutsch.

## Werke (Auswahl)
- Dissertation: Quellenstudien zu William Wright: A grammar of the Arabic language. München 1969
- Lehrbücher:
  - Modernes Hocharabisch (العربية الحديثة للأجانب) – Grundstufe (2 Bände), Mittelstufe (2 Bände)
  - Ägyptisch-Arabisch für Ausländer
  - Arabisch für Kinder im Ausland
  - Kurzgeschichten: Durch das Türloch (من ثقب الباب), Sabir zwischen Tatsache und Phantasie (صابر بين الحقيقة والخيال), Die Sykomore (شجرة الجميز), Die verlorene Klage (الشكوى المفقودة)